# Fuerza Aérea Colombiana 0006
Fuerza Aérea Colombiana 0006 (FAC 0006) es el número de matrícula e indicativo que da el control de tráfico aéreo al principal helicóptero al servicio del presidente de la República de Colombia, un Bell 412EP de la compañía Bell Helicopter, adaptado a las necesidades de transporte de la Casa de Nariño de Colombia. Este helicóptero fue recientemente adquirido por la presidencia de Colombia después del accidente donde el FAC 0006 (helicóptero presidencial) fue declarado siniestro total. El FAC 0006 sufrió un accidente cuando cubría la ruta Puerto salgar y Madrid en el centro de Colombia falleciendo todos sus ocupantes la aeronave fue declarada en pérdida total y el seguro fue utilizado para la adquisición de una nueva aeronave con la compañía Leonardo.